# 2,4,6-Trichlorophénol
Le 2,4,6-trichlorophénol (noté aussi 2,4,6-TCP) est un chlorophénol de formule brute C6H3Cl3O1. C'est un fongicide utilisé pour la conservation du bois ainsi qu'un intermédiaire dans la synthèse de nombreux composés chimiques. Il est suspecté d'être cancérigène.

## Utilisation
C'est un fongicide qui conserve le bois et un antiseptique plus puissant que le phénol. Il est également utilisé comme intermédiaire dans la fabrication de produits phytosanitaires tel le  pentachlorophénol ou le 2,3,4,6-tétrachlorophénol.
Son utilisation est en diminution, en raison du fait qu'il est de par son procédé de fabrication contaminé par les dioxines, telle la 2,3,7-trichlorodibenzo-p-dioxine, la 1,3,7,9-tétrachlorodibenzo-p-dioxine ou encore la 1,3,6,8-tétrachlorodibenzo-p-dioxine, et d'autres polluants tels que le 2,3,7,8-tétrachlorodibenzofurane ou les polychlorodibenzofuranes.

## Production et synthèse
Il est obtenu par chloration du phénol avec du chlore gazeux .

## Stabilité/Dégradation
Selon la fiche 2005 de l'INERIS, le 2,4,6-trichlorophénol est dégradé sous l’effet des rayons ultraviolets (demi-vie = 17 heures) (Freitag et al., 1982). Il est biodégradé en sept jours dans l'eau, en présence de microorganismes issus de stations d’épuration (Tabak et al., 1981) ou dans le sol par les organismes du sol (95 %) dégradé en trois jours pour un taux de 100 μg·g-1 de sol humide, de type limono-argileuse (Baker et Mayfield, 1980), mais en milieu anaérobie, il n'est pas biodégradé (OMS IPCS, 1989 ; Baker et Mayfield, 1980).

## Toxicité
Selon la Fiche INERIS (2005), le 2,4,6-trichlorophénol présent de l’air (intérieur, piscines, industrie), des aliments et de l’eau de boisson est facilement absorbé par la peau, les poumons et le tractus gastro-intestinal. La plus grande partie se retrouve rapidement dans l’urine et les fèces, mais son métabolisme et sa cinétique d'absorption sont mal connus.
Le 2,4,6-trichlorophénol comme les autres chlorophénols agit sur le découplage de la phosphorylation oxydative au niveau de la membrane mitochondriale et empêche à terme la croissance des cellules (White-Stevens, 1971, cité par la Fiche INERIS 2005).
L'Europe a classé ce produit comme préoccupant pour l’homme en raison d’effets cancérogènes possibles mais pour lesquelles les informations disponibles ne permettent pas une évaluation satisfaisante (Joce, 1998) et l'EPA uax USA l'a classé B2 (B2 : probablement cancérigène pour l’homme, en raison de "preuves suffisantes chez l’animal", mais "preuves non adéquates ou pas de preuves chez l’homme").

## Écotoxicité
C'est un polluant des eaux de surface et, dans une moindre mesure, de l'air, et il peut être bioaccumulé par les plantes aquatiques (pas de données pour les espèces terrestres).
Chez l'animal (en laboratoire), le foie et les reins sont les organes qui l'accumulent, mais on le trouve aussi, à des niveaux plus faibles dans le cerveau, les muscles et les tissus adipeux (avec demi-vies de 1,4 à 1,8 heure, selon Pekari et al., 1986, cité par la Fiche INERIS 2005).
Chez le rat, en laboratoire, pour une dose de 1 ppm radiomarqué donnée chaque jour durant 15 jours par sonde gastrique (Bahig et al., 1981). La bioaccumulation se stabilise au troisième jour et 92,5 % de la radioactivité quotidiennement administrée se retrouve dans les fèces (libre et sous forme de composés conjugués)… 72 heures après l'arrêt de l'expérience, il n'est plus présent qu'à des taux 4,3 % dans l'urine et 1,9 % dans les fèces.
Chez le rat, c'est le foie qui semble le plus touché lorsqu'il y a ingestion :
- 4,2 mg·kg-1·j-1 dans l’eau de boisson durant 18 semaines, induit une toxicité hépatique (Exon et Koller, 1985).
- 1 000 mg·kg-1·j-1 ingérés dans de l'huile (gavage) durant onze semaines n’a pas induit de lésions hépatiques chez le rat (Blackburn et al., 1986).

Des effets chroniques ont été observés sur le système hématologique : augmentation de cellules hyperplasiques de la moelle osseuse et parfois monocytoses et leucocytoses (NCI, 1979). On a aussi observé un effet sur l'immunité à la suite d'une exposition à moyen terme : la rate gagne en poids et les macrophages sont plus nombreux (Exon et Koller, 1985).
2 300 mg·kg-1·j-1 ingérés avec des aliments durant sept semaines produisent des infiltrations graisseuses et un gonflement des cellules hépatiques (NCI, 1979), mais à un taux plus faible (500 mg·kg-1·j-1), sur 107 semaines, la même étude ne détecte pas de lésion hépatique. (NOAEL), alors que 650 mg·kg-1·j-1 administrés durant 105 semaines dans l’alimentation de souris produisent des lésions cellulaires (NCI, 1979).

## Sources
Du 2,4,6-trichlorophénol est notamment trouvé dans certains effluents de l'industrie du plastique, de la métallurgie (production de fer, acier, composants électriques. On en trouve aussi dans les effluents d'unités d'équipements photographiques, pharmaceutiques des produits organiques, des matières plastiques et du papier.

La désinfection de l'eau par le chlore peut former des chlorophénols, dont le 2,4,6-TCP. Idem pour le traitement à la chloroperoxydase de matières organiques (ATSDR 1999, cité par l'INERIS).
Du 2,4,6-trichlorophénol peut être également trouvé dans certains bâtons lumineux (« glowsticks »), où l'oxalate de di(2,4,6-trichlorophényle) remplace l'oxalate de diphényle habituel pour avoir des réactions plus rapides et donc plus lumineuses.